# Карьера жандармского ротмистра Позёмкова (фильм)
«Карьера жандармского ротмистра Позёмкова» — немой фильм 1917 года, являющийся экранизацией рассказа Никандра Туркина «Изнанка жизни» о событиях Революции 1905—1907 годов.

## Сюжет
Сюжет фильма известен из сохранившегося либретто.
Жандармский ротмистр Позёмков является карьеристом: угождает своему начальнику-генералу, вступил в «Союз русского народа», интриговал против своего же начальника, собрав о нем компрометирующие сведения, чтобы занять его место. Хорошим способ заслужить доверие начальства - это борьба с «крамолой», которая для ротмистра Поземкова воплотилась в лице журналиста Грибова, его многолетнего соперника. Грибов был главой большого книгоиздательского дела и когда-то в своих рецензиях высмеивал опереточную артистку, в которую Позёмков был влюблен. Позёмков решил установить слежку за подозрительным Грибовым, но слежка и несколько обысков, произведенных в квартире Грибова, не дали никаких результатов. В целях слежки Позёмков снял квартиру на верхнем этаже дома, где находилась контора Грибова, и однажды ему удалось узнать, что Грибов готовит к изданию книгу «Декабрьские дни в Москве».
За типографией, где печаталась книга, и конторой Грибова снова была установлена усиленная слежка, и однажды Позёмкову доложили, что 20 000 экземпляров книги перевезены в контору Грибова. Чтобы книги до прибытия Позёмкова не могли быть увезены в другое место, около дома осталась стража. По прибытии Позёков не обнаруживает ни одного экземпляра преступной книги в квартире книгоиздателя. Оказалось, что Грибов вовремя заметил слежку и, предвидя обыск и конфискацию книги, распорядился доставить ее этажом выше... в квартиру жандармского ротмистра, который таким образом неожиданно оказался хранителем нелегальной книги и соучастником. Позёмков, обнаружив в своей квартире тираж запрещенной книги, приказал кухарке сжечь их. Но кум кухарки решил продать уцелевшие экземпляры торговцам. Книга появилась в продаже и тут же была конфискована полицией. Узнав об этом, Позеёмков, понимая, что кум, привлеченный к ответственности, выдаст кухарку, а кухарка выдаст ротмистра, а значит его карьере придет конец, решается на последний шаг.

## В ролях
Войцех Брыдзинский — жандармский ротмистр Поземков
Николай Церетелли — журналист Грибов
Иван Перестиани
Мария Халатова
Елена Южная
Александр Херувимов
Иван Лавров
Константин Джемаров
Эдуард Кульганек

## Факты
- Режиссером и сценаристом фильма стал Никандр Туркин, для которого этот фильм значил много: в 1907 году его, как журналиста газеты «Вечерняя почта», редакция которой участвовала в стачечном движении, арестовали и отправили в Таганскую тюрьму. Этот опыт Никандр Туркин отразил в рассказе «Изнанка жизни», который стал основой для сценария фильма[3].